# Mario Vergara
Padre Mario Vergara (Frattamaggiore, 18 novembre 1910 – Shadaw, 25 maggio 1950) è stato un presbitero e missionario italiano del PIME, a lungo in missione in Birmania.
Fu beatificato da papa Francesco il 24 maggio 2014.

## Biografia
La bibliografia più antica riporta in genere la data di nascita del 16 novembre 1910. Le recenti ricerche nell'Archivio Comunale e nell'Archivio Parrocchiale della città natale portano a rilevare il 18 novembre 1910 come data di nascita di Mario Vergara e il 20 novembre 1910 come data del suo battesimo presso l'attuale Basilica di San Sossio Levita e Martire a Frattamaggiore.
Ultimo dei nove figli di un industriale canapiero, entrò nel seminario vescovile di Aversa ad 11 anni e a 17 fu ammesso al seminario regionale campano di Posillipo dei padri Gesuiti, dove emerse la sua vocazione missionaria. Nel 1929 fu ammesso al seminario di Monza del PIME, ma l'anno successivo dovette rientrare a Posillipo per motivi di salute. Qui divenne responsabile del Circolo Missionario tra gli studenti del corso di teologia e nel 1932 ricevette la tonsura e gli ordini minori dal vescovo di Aversa Carmine Cesarano.
Ad agosto del 1933 venne ammesso al Noviziato del PIME di Sant'Ilario Ligure con la guida del padre Emilio Milani che era stato missionario in Cina. Il 26 agosto 1934 fu ordinato presbitero per le mani del cardinale Ildefonso Schuster nella chiesa di Bernareggio; e alla fine di settembre partì per le Missioni del PIME in Birmania.
In Birmania, allora protettorato britannico, fu accolto dal vescovo Sagrada, vicario apostolico residente a Toungoo. Subito collaborò alle attività missionarie già avviate e iniziò lo studio delle lingue e dei costumi delle popolazioni che doveva assistere ed evangelizzare. Nel 1936 gli fu affidata la cura del distretto montano di Citaciò, abitato dalle genti cariane. Qui padre Vergara affinò il suo metodo missionario, assicurando a tutti i villaggi la catechesi e la celebrazione dei sacramenti ed istituendo varie attività di formazione ed assistenza: organizzò un orfanotrofio per 82 piccoli birmani e praticò un'efficace medicina empirica, che spesso agli occhi delle popolazioni da lui curate appariva come miracolosa.
Nel 1946 Padre Mario Vergara, per la sua Missione tra i villaggi sui monti della Cariania volle il seminarista Isidoro Ngei Ko Lat nel gruppo dei suoi catechisti e sempre accanto a lui come collaboratore principale.
Nel 1940, con lo scoppio della seconda guerra mondiale, fu internato nei campi di concentramento inglesi in India. Alla fine della prigionia viaggiò in treno per l'India verso Delhi e verso Hyderabad e per qualche tempo fu cappellano dei soldati italiani a Bombay in attesa del rimpatrio. Nel giugno del 1946 si recò a Calcutta con la speranza di ottenere il permesso di ritornare alla sua missione in Birmania. Durante il soggiorno in quella città egli subì un intervento chirurgico di nefrectomia e lavorò alla formulazione del Catechismo Birmano. Padre Vergara riuscì a raggiungere la Birmania nell'autunno successivo e a dicembre venne inviato dal vescovo Lanfranconi sui monti della Cariania, ad oriente di Loikaw, dove ricostruì in solitudine le attività missionarie che la guerra aveva travolto: portò la catechesi nei villaggi e costruì dispensari e di luoghi di assistenza. Alcuni catechisti birmani, e specialmente il giovane maestro Isidoro Ngei Ko Lat, lo aiutarono in questa opera. Dal settembre del 1948 fu coadiuvato anche dal giovane missionario padre Pietro Galastri.
Dopo l'indipendenza della Birmania, del 1948, i luoghi ove operava padre Mario divennero teatro dello scontro armato tra gruppi locali che si fronteggiavano con tradizioni, credenze religiose ed ideologie diverse, senza che le truppe governative riuscissero a presidiarli. Alcune delle forze ribelli non rifuggivano dalla persecuzione anti-cattolica. In questo contesto, il 25 maggio 1950, padre Mario Vergara fu trucidato a Shadaw insieme con il suo catechista birmano Isidoro Ngei Ko Lat. Il suo corpo, chiuso in un sacco, fu abbandonato alla corrente del fiume Saluen. Un'identica sorte toccò poi anche a padre Pietro Galastri.

## Processo di beatificazione
Nel 2003 mons. Sotero Phamo, vescovo di Loikaw, figlio di un catechista di padre Mario, ha avviato il processo diocesano per la causa di beatificazione di Mario Vergara e di Isidoro Ngei Ko Lat, in quanto "martiri per la fede". Dopo gli accertamenti del postulatore, il missionario ed il catechista sono stati riconosciuti servi di Dio.
Il 9 dicembre 2013, dopo la Plenaria dei Teologi, papa Francesco ha autorizzato la promulgazione del Decreto per il Martirio dei Servi di Dio p. Mario Vergara e Isidoro Ngei Ko Lat.
Il 21 maggio 2014 da San Pietro papa Francesco emana la Lettera Apostolica per l'iscrizione dei Venerabili Servi di Dio Mario Vergara e Isidoro Ngei Ko Lat nel numero dei Beati.
Il 24 maggio 2014 nella Cattedrale di Aversa, presieduto dal cardinale Angelo Amato, prefetto della Congregazione per le Cause dei Santi e con la partecipazione dell'Episcopato del Myanmar, viene celebrato il sacro rito della Beatificazione dei due martiri.